# Michael Adie
Michael Edgar Adie (* 22. November 1929; † 4. März 2024) war ein britischer anglikanischer Theologe. Er war von 1983 bis 1994 Bischof von Guildford in der Church of England.

## Leben
Adie wurde als Sohn von Walter Granville Adie und dessen Ehefrau Kate Emily Adie geboren. Er besuchte die Westminster School und studierte am St John’s College der Universität Oxford. 1955 wurde er zum Priester geweiht. Er war nach seiner Priesterweihe zunächst Pfarrvikar (Curate) an der St Luke Church in Pallion, einem Vorort von Sunderland. Anschließend war er Hauskaplan (Resident Chaplain) von Geoffrey Fisher, dem damaligen Erzbischof von Canterbury. Danach war er ab Anfang der 1960er Jahre bis 1969 Pfarrer (Vicar) an der St Mark Church in Sheffield. Er wurde auch Dekan (Rural Dean) von Hallam. Er war danach von 1969 bis 1976 Gemeindepfarrer (Rector) in Louth. Von 1976 bis 1983 war er in der Grafschaft Lincolnshire Pfarrer (Vicar) von Morton (mit Zuständigkeit für die Gemeinde Hacconby) in der Diözese von Lincoln. 1977 wurde er Archidiakon (Vorsteher eines Kirchensprengels) in der Diözese von Lincoln (Archdeacon of Lincoln); dieses Amt hatte er bis 1983 inne.
Am 5. Mai 1983 wurde Adie, als Nachfolger von David Brown (1922–1982), zum Bischof von Guildford ernannt; am 30. Juni 1983 wurde er zum Bischof geweiht. Am 3. September 1994 ging er in den Ruhestand, sein Nachfolger wurde John Gladwin.
Adie hatte zahlreiche kirchliche Ämter inne. Er war unter anderem Mitglied der Generalsynode der Church of England und Vorsitzender (Chairman) des einflussreichen Board of Education der Generalsynode der Church of England. Sein Nachfolger dort wurde David Young.  
Von 1991 bis 1995 war er außerdem Direktor (Director) der kirchlichen Stiftung The Friends of Guildford Cathedral. 1999/2000 war er außerdem Direktor (Director) des Hurstpierpoint College (Hurstpierpoint College Limited) in Hassocks, West Sussex.
Adie war ein Befürworter der Frauenordination; nach seiner Auffassung steht die Priesterweihe von Frauen in Einklang mit der Heiligen Schrift und der Traditionslinie der Kirche. Diesen Standpunkt vertrat er unter anderem vor der Generalsynode der Church of England und im House of Lords.
Adie war verheiratet. Er war Vater von vier Kindern, einem Sohn und drei Töchtern.

## Mitgliedschaft im House of Lords
Adie war von 1988 bis zu seinem Ruhestand 1994 als Geistlicher Lord Mitglied des House of Lords. Im Hansard sind unter dem Namen „Mr Michael Adie“ Wortbeiträge aus den Jahren von 1978 bis 1994 dokumentiert; das Ende seiner Mitgliedschaft wird auf den 30. September 1994 festgesetzt. Im House of Lords meldete er sich zuletzt am 12. April 1994 bei der Debatte zur Education Bill zu Wort. 
Im House of Lords sprach er schwerpunktmäßig zu den Themen Bildung und Erziehung. Im Mai 1993 äußerte er im Rahmen der Debatte zur Education Bill Bedenken über Pläne der Regierung zur staatlichen Finanzierung von Schulen in religiöser Trägerschaft. Adie forderte, dass die Finanzierung nicht dem Ermessenspielraum der Regierung unterliegen dürfe; kirchliche Schulen bedürften im Interesse der ihnen anvertrauten Schüler vielmehr der Planungssicherheit.
Beachtung fand insbesondere auch seine Rede zur Frauenordination vor dem House of Lords am 2. November 1993. Im Dezember 1993 unterstützte er, gemeinsam mit Alun Jones, Baron Chalfont, aus moralischen Bedenken eine Kampagne mit dem Ziel, die polizeiliche Untersuchung (Falklands War Crime Inquiry) von Kriegsverbrechen im Falkland-Krieg einzustellen, da Gerechtigkeit nicht auf diese Weise hergestellt werden könne. Auch wandte er sich gegen Tendenzen, die British Army als Sündenbock hinzustellen.